# Luise Max-Ehrler

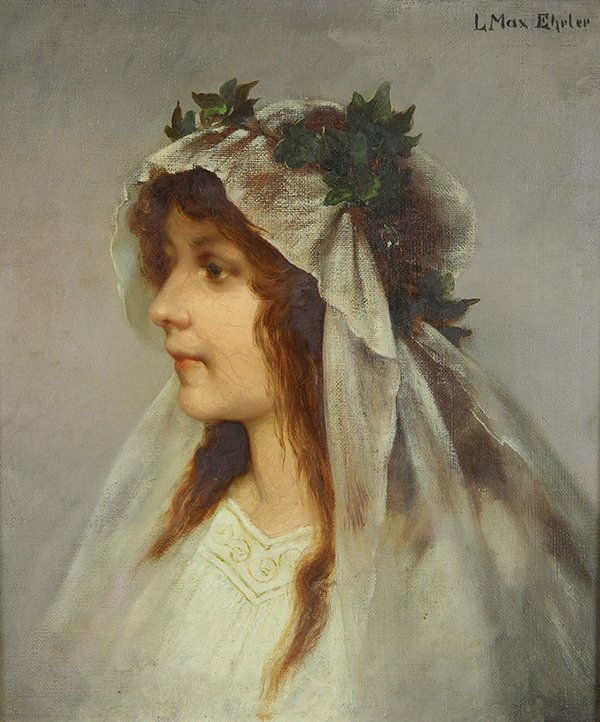
Frauenporträt

Luise Max-Ehrler (* 10. August 1850 in Florenz; † 24. Juli 1920 in Aigen) war eine österreichische Porträtmalerin.

## Leben
Luise Ehrler von Erlenburg, Tochter des k.k. Oberstleutnants Franz Ehrler von Erlenburg und seiner Ehefrau Theresia geb. Aumüller, kam 1866 nach Prag, wo sie ihren Malunterricht bei Emil Lauffer, Direktor der Akademie der Bildenden Künste begann. Danach studierte sie in München bei Joseph Flüggen. In Prag heiratete sie am 27. Dezember 1877 den Maler Heinrich Max. Sie setzte ihr Malereistudium in Wien bei Hans Makart fort. Nach dessen Tod 1884 übersiedelte sie mit ihrem Ehemann nach München, wo sie ihre Studien bei ihrem Schwager Gabriel Max fortsetzte.
Ihr Ehemann starb 1890 in München. Luise Max-Ehrler zog nach Aigen bei Salzburg in die Nähe ihres Bruders Guido Ehrler von Erlenburg, wo sie bis zu ihrem Tod lebte.
Ihre Werke zeigen einen Einfluss der Historienmalerei von Hans Makart.